# Al-Mutazz
Abû `Abd Allah “al-Mu`tazz bi-llah” Muhammad ibn Ja`far al-Mutawakkil, surnommé Al-Mu`tazz, est le second fils de Ja`far al-Mutawakkil, né à Samarra en 847 d'une mère esclave grecque surnommée Qabîha. Il a succédé à son cousin Al-Musta`in comme calife abbasside en 866 après l'avoir fait abdiquer et exécuter.
Il fut assassiné dans son bain en 869. Son cousin Al-Muhtadi lui a succédé.

## Biographie
À la mort de son frère parricide Al-Muntasir, les vizirs turcs devenus les véritables maîtres de l’empire abbasside, lui avaient préféré son cousin Al-Musta`in. C'est au cours d'une révolte à Bagdad que les Turcs sont allés rechercher Al-Mu`tazz pour le mettre sur le trône (866).
À Samarra chaque parti jalousait l'autre. Les Turcs, les plus nombreux s'opposaient à ceux de l'Ouest : Berbères et Maures tandis que les Arabes et les Persans les haïssaient tous en bloc. Al-Mu`tazz n'était ainsi entouré que de gens prêts à comploter les uns contre les autres et contre lui.

### Meurtre d’Al-Musta`in
Al-Musta`in avait été déposé et était supposé trouver refuge à Médine. Au lieu de cela il a été retenu à Wâsit. Il fut emmené par Ahmad ibn Tulun chez un meurtrier qui se chargea de l’assassiner en compagnie de son épouse. Al-Mu`tazz a donné 500 pièces d’or comme récompense au meurtrier.

### Meurtre de son frère
Après avoir fait exécuter Al-Musta`in, il a fait tuer son frère figurant comme prochain héritier du trône. Il a fait emprisonner Abu Ahmed, un de ses autres frères, qui l'avait soutenu avec bravoure au cours des derniers combats à son côté. Al-Musta`in envisageait de le tuer, mais il mourut de mort naturelle.
Bogha et Wasif, les deux chefs turcs ont été rayés des listes civiles au lieu de recevoir des remerciements. Leurs vies ont été épargnées. Ils sont repartis avec leurs familles vers Samarra.

### Émeutes à Bagdad et à Samarra
Bogha revient à Bagdad en position de favori du calife. Les dépenses de la cour épuisaient les réserves et les soldats ne recevaient qu'une maigre solde. À Bagdad, les gardes se sont mutinés, réclamant leur dû. Le gouverneur de Bagdad écrivit à Al-Mu`tazz pour obtenir une avance. Au lieu de cela, Al-Mu`tazz envoya les troupes turques en lui disant : « Si vous avez besoin des gardes pour vous-même, payez les vous-même. Quant au calife il n'en a pas besoin. »
Néanmoins la révolte s'est poursuivie, le peuple refusa que l'on prononce le nom du calife lors de la prière. Avant que cette révolte soit réprimée le calife avait fait brûler un des ponts et incendier le souk pour maintenir les rebelles à distance (866).
L'année suivante, les Turcs, les Berbères et les Persans se sont rués sur le palais du gouverneur pour se payer eux-mêmes. Ils n'ont rien trouvé que des caisses vides.

### Meurtres de Bogha et Wasif
Wasif avait promis aux insurgés d’intervenir en leur faveur auprès du calife. En chemin, il a été pris par des soldats en révolte. Il a été taillé en pièces et son crâne brûlé dans une cheminée.
Bogha essayait de convaincre Al-Mu`tazz de quitter Samarra et de s’installer à Bagdad. Les courtisans laissaient entendre que c’était un piège. Il a été décapité et son crâne exposé à Samarra puis à Bagdad où les Maghrébins l’ont réduit en cendres(867).

### Installation des Tulunides en Égypte
Baykibal a succédé à Bogha. Il avait la charge de gouverner l’Égypte. Appelé à la cour il désigna Ahmad ibn Tulun pour le représenter.
Le père d’Ahmad ibn Tulun avait été pris comme esclave dans la Ferghana et était devenu un militaire professionnel à Samarra. Ahmed a été éduqué à Samarra et ses qualités le firent remarquer par Al-Musta'in. Baykibal en le nommant comme son représentant en Égypte lui a donné l’occasion de prendre son indépendance à l’égard de Bagdad et de fonder la dynastie Tulunide (868).

### La politique extérieure
La politique extérieure d’Al-Mu`tazz est aussi mauvaise que sa politique intérieure.
Les Tâhirides, censés représenter le calife au Khorasan, étaient sur le déclin. Ya`qûb ben Layth as-Saffâr devint un seigneur de guerre et prit le contrôle du Sistan, une région frontalière entre l’Afghanistan et l’Iran actuels, conquérant ensuite la plus grande partie de l’Iran actuel en utilisant cette région comme base d’une expansion agressive vers l’est et l'ouest aux dépens des Tâhirides.

### Fin du règne d’Al- Mu`tazz
Le salaire de l'armée n’était pas versé, les caisses de l’état étaient de nouveau vides. Salih, le fils de Wasif, a saisi les secrétaires personnels d'Al-Mu`tazz et les ministres. Il a exigé l'argent détourné ou caché par eux. Puisqu’il n'y avait pas de réponse et un trésor vide, ils ont été mis aux fers. Le calife a demandé aux insurgés de libérer son secrétaire personnel, mais ils étaient sourds à sa supplication. Les comptes des ministres ont été saisis, mais rien n'a pu en être retiré. Retournant au calife, ils ont déclaré qu’il devait 50 000 pièces d’or. Acculé, Mu`tazz fit appel à sa mère, Qabîha. Ses arts et son influence lui avaient permis d’accumuler de vastes trésors, amassé dans des endroits secrets. Elle refusa de donner son aide.
Salih et Musa fils de Bogha avec l’aide Baykibal sont conduits à organiser la déchéance d’Al-Mu`tazz. Entourés d’une foule tumultueuse, ils se sont assis devant les portes du Palais demandant au calife d’en sortir. Le calife les fit entrer sans se méfier. Ils sont entrés, ils ont battu le calife à coups de bâtons et à coups de pied, le traînant à l'extérieur. Puis il a été emprisonné trois jours sans boire ni manger de sorte qu'il en est mort à l'âge de trente-quatre ans (869).